# Flor Urbina
Flor Urbina Uriarte (León, Nicaragua, 27 de noviembre de 1971) es una famosa bailarina, coreógrafa, música, canta autora, actriz, dramaturga, productora, directora artística, consultora empresarial y motivadora que vivió cuarenta y tres años en Costa Rica y actualmente radica en Estados Unidos.

## Biografía
Flor Urbina nació en León, Nicaragua, el 27 de noviembre de 1971. Sin embargo, por problemas políticos en su país, la familia decide trasladarse, cuando Flor tenía 6 años, a vivir en Costa Rica. Desde los 11 años comienza a tocar guitarra, inspirada en el artista nicaragüense Mejía Godoy. Desde su juventud recorrió Costa Rica, Centroamérica y Panamá con una agrupación que formó Manuel Nájera, su tutor de guitarra. En 1990 conformó Las Ticas, conjunto de mujeres que contaban con un nivel musical académico muy alto; y posteriormente Las Cherry Band, también femenina, la cual tuvo un gran impacto en la época.
Se empezó a dar a conocer en la danza en 1989 cuando, junto con su hermana, María José Urbina, fundan la academia de baile Hip Hop Salsa Dance. Más adelante colaboran en los inicios de la academia de baile Merecumbé a la que llevan los alumnos de su academia. En 1997, 8 años después, decide retirarse del proyecto Merecumbé y funda una nueva academia: Centro de Arte y Cultura Popular Kurubandé orientado hacia la investigación, la promoción cultural, la enseñanza del baile popular y la realización de espectáculos mezclando el teatro, la música en vivo, el baile popular y el audiovisual. En 2005, funda también la Academia Baila SAP, que mantuvo la parte de docencia en baile y conforma agrupaciones de baile para shows de carácter comercial.  Sus presentaciones internacionales como bailarina incluyen festivales en San Diego, Los Ángeles, California, Perú y el Colorado Dance Festival en tres ocasiones
Aunque como cantautora inicia su carrera a finales de los 80´s, toma gran fuerza en 1998, enfocándose en temas de la mujer, la migración y los derechos humanos. Actualmente tiene más de 100 canciones originales y dos producciones discográficas: Flor de Sacuanjoche en 2004 y Flor Boleros en 2009 así como los sencillos Te juiste tiste te acabaste paste, Corrido a Malpaisillo, Tributo a Carlos Mejía Godoy, y la nueva versión de Flor de Sacuanjoche, todos temas de su autoría, acompañada por Milciades Poveda, César Esquivel y Hugo Castilla.
El tema Flor de Sacuanjoche es parte del cancionero obligatorio del repertorio nicaragüense. En Costa Rica temas como "Un nuevo día", "Agua dulce y Pinol" y "Mundo Rosa" han sido utilizados en eventos de importancia y en películas que han recibido premios internacionales.
Como actriz ha actuado en obras como : La señora alcaldesa, Casa de muñecas, María, "Los que pintan el cielo", "Mujer y Carnicero", "La más fuerte", "Cepillo de Dientes", "Cabaret",'Las mujeres no estamos locas, Comedia en Tacones, Como dramaturgo ha escrito: "La señora alcaldesa", "De amores y de Boleros", "Y al octavo día... el ser humano bailó", "A bailar", "Las mujeres no estamos locas", "Noches de salón", "De qué se trata la trata", "Bailando con la más fea", "El mundo en tacón y corset", "Arroz con leche sin Pacos ni Lolas", Cuentos para no dormir, Los cuerpos del Deseo entre otras. Además. ha sido capacitadora en empresas e instituciones como : CICAP, INCAE, MEP, AyA, ULACIT, entre otras.
Inicia como coreógrafa de sellos disqueros desde los 13 años, siendo coreógrafa de cantantes exitosos de la época como Valentino y Margarita Libby, e incursiona como coreógrafa en televisión de Teletón en esa misma época. Sin embargo se da a conocer aún más  como profesora de baile del programa Teleclub, Sin Complejos de Teletica y Giros  como coreógrafa en A todo dar de Repretel. Además se desempeñó como presentadora de los programas Costa Rica Formas y Colores del Sinart, A Bailar de Canal 42 y Sin Complejos de Teletica.
Los costarricenses comienzan a conocerla aún más en 2007, cuando participa como jueza en el programa Bailando por un Sueño, siendo odiada por muchos y querida por otros, se convierte en la jueza más dura y estricta de la competencia. Brindado calificaciones bajas y fuertes comentarios. Por ello, es llamada "La jueza de hierro". Su paso por la televisión continua de la mano con   Teletica, siendo jueza en producciones como Bailando por un Sueño 2 y 3, además de Pequeños Gigantes y el Reto Centroamericano de Baile.
En 2014, Flor regresa como jueza, esta vez Dancing with the Stars, pero con compañeros de jurado que también califican con bajas notas, por lo que su imagen de jueza de hierro pasa a ser percibida por el público como moderada, pero sigue siendo considerada una jueza estricta debido a su experiencia pasada con Bailando por un Sueño.
En el 2015 pasa de ser jueza a participar en la primera temporada del reality show Tu Cara me Suena, lo que le valió fuertes comentarios del público, que le exigía mucho en sus presentaciones, dada su faceta como juez en distintos programas. Ganó dos galas del programa, interpretando a Olga Tañón y a José Feliciano..
Desde 2015 hasta 2019, continúa siendo jueza en Dancing with the Stars, y desde 2016 hasta la actualidad, ha sido profesora en Tu Cara me Suena.
En 2020, intenta ser Vicealcaldesa del cantón de Goicoechea con el Partido Acción Ciudadana (PAC), pero su equipo no gana esas elecciones municipales.

## Trayectoria
Flor Urbina: La jueza de hierro del baile
Inicia como coreógrafa de sellos disqueros desde los 13 años, siendo coreógrafa de cantantes exitosos de la época como Valentino y Margarita Libby, e incursiona como coreógrafa en televisión de Teletón en esa misma época. Sin embargo se da a conocer aún más  como profesora de baile del programa Teleclub, Sin Complejos de Teletica y Giros  como coreógrafa en A todo dar de Repretel. Además se desempeñó como presentadora de los programas Costa Rica Formas y Colores del Sinart, A Bailar de Canal 42 y Sin Complejos de Teletica.
Se empezó a dar a conocer más como maestra de danza en 1989 cuando, junto con su hermana, María José Urbina y Oscar Urbina, fundan la academia de baile Hip Hop Salsa Dance. Más adelante colaboran en los inicios de la academia de baile Merecumbé a la que llevan los alumnos de su academia. En 1997, 8 años después, decide retirarse del proyecto Merecumbé y funda una nueva academia: Centro de Arte y Cultura Popular Kurubandé orientado hacia la investigación, la promoción cultural, la enseñanza del baile popular y la realización de espectáculos mezclando el teatro, la música en vivo, el baile popular y el audiovisual, llegando a tener studios de baile por todo el país. En 2005, funda también la Academia Baila SAP, que mantuvo la parte de docencia en baile y conforma agrupaciones de baile para shows de carácter comercial.  Sus presentaciones internacionales como bailarina incluyen festivales en San Diego, Los Ángeles, California, Perú y el Colorado Dance Festival en tres ocasiones
Como bailarina participó en espectáculos de gran formato como:  Echemonos a Pista, Maestra Vida dos temporadas, obteniendo el papel protagónico en la segunda temporada y en Noches de Salón espectáculos en los que bailó y dirigió,¨así como muchos otros espectáculos de pequeño formato y coreografías para diferentes canales de televisión. 
Como coreógrafa, realizó espectáculos de gran formato como: De Amores y de Boleres, Esto si es bailar, Y al octavo día... el ser humano bailó, A bailar!, Cántame un bolero, Entre tangos y Boleros, entre otros. 
Fue coreógrafa para Teletón de Costa Rica por 6 años y coreógrafa para Sábado Feliz de Canal 7, acompañando a artistas como David Bisbal, Maria Conchita Alonso, Oro Solido, Celia Cruz, La India, Oscar D´León, El gran combo de Puerto Rico, entre muchos otros artistas. 
Como experta en baile, colaboró en programas de televisión como Teleclub, Giros, Sábado Feliz, A todo dar, Sin complejos, Cómplices.
Tuvo su propio programa en canal 42 "A bailar" en 2006, antes de iniciar con los formatos de Canal 7 que la posicionarían aún más en televisión costarricense como autoridad en Baile, aunque por su trayectoria y su gran aporte en la danza costarricense, era un puesto más que merecido. 
Los costarricenses comienzan a conocerla aún más en 2007, cuando participa como jueza en el programa Bailando por un Sueño, siendo odiada por muchos y querida por otros, se convierte en la jueza más dura y estricta de la competencia. Brindado calificaciones bajas y fuertes comentarios. Por ello, es llamada "La jueza de hierro".  El público le exige bailar en la primera temporada de Bailando por un sueño y debe enfrentar el reto contra su compañero Rolando Brenes y Viviana Calderón (una de las figuras más amadas de la televisión costarricense), reto con el que logra sorprender a toda la audiencia y se gana el respeto del público y la prensa que le aplaude de pie en el auditorio. 
Su paso por la televisión continua de la mano con   Teletica, siendo jueza en producciones como Bailando por un Sueño 2 y 3, además de Pequeños Gigantes y el Reto Centroamericano de Baile.
En 2014, Flor regresa como jueza, esta vez Dancing with the Stars, pero con compañeros de jurado que también califican con bajas notas, por lo que su imagen de jueza de hierro pasa a ser percibida por el público como moderada, pero sigue siendo considerada una jueza estricta debido a su experiencia pasada con Bailando por un Sueño.
En el 2015 pasa de ser jueza a participar en la primera temporada del reality show Tu Cara me Suena, asombrando al público desde la primera gala en la que ganó con su imitación de Olga Tañón. Ganó dos galas del programa, interpretando a Olga Tañón y a José Feliciano..
Desde 2015 hasta 2020, continúa siendo jueza en Dancing with the Stars, y en 2021 es coach artístico de Nace una estrella, ese mismo año recibe una oferta para trabajar como coreógrafa y profesora de baile en los Estados Unidos y radica allí desde septiembre de 2021, obteniendo una visa O1 que solo se otorga a personas con habilidades extraordinarias en el campo de las artes y la industria televisiva.
Aunque ya había impartido lecciones de baile en California, Denver y New Jersey en diferentes festivales en los Estados Unidos, en esta nueva etapa es instructora de baile y coreógrafa en diferentes ciudades de la Florida como Tampa, San Petersburgo y Bradenton. Fue invitada a compartir tarima con Oro Sólido y La Sonora Dinamita en la ciudad de San Francisco y actualmente es la Directora del Festival LATINUS en el estado de La Florida. 
En 2022 es incluida dentro del II Tomo del libro Biografías de Cantautores Nicaraguenses, siendo la única mujer que ha sido tomada en cuenta para estar entre los grandes compositores en la historia de la música nicaragüense, tales como Camilo Zapata, Tino López Guerra, Otto de La Rocha, Carlos Mejía Godoy y Milciades Poveda. 
Recibe el premio Pura Vida Awards en la ciudad de New Jersey por ser una de las artistas costarricenses más sobresalientes y por su gran aporte para el arte y la cultura de ese país.

### Discografía
| Año  | Nombre              |
| ---- | ------------------- |
| 2004 | Flor de Sacuanjoche |
| 2009 | Flor Boleros        |

### Televisión
| Programa                                 | Televisora | Rol                    | Año       |
| ---------------------------------------- | ---------- | ---------------------- | --------- |
| Tu Cara Me Suena-Quinta Temporada        | Teletica   | Profesora de actuación | 2020      |
| Dancing with the Stars-Sexta Temporada   | Teletica   | Jueza                  | 2019      |
| Tu Cara Me Suena-Cuarta Temporada        | Teletica   | Profesora de danza     | 2019      |
| Dancing with the Stars-Quinta Temporada  | Teletica   | Jueza                  | 2018      |
| Dancing with the Stars-Cuarta Temporada  | Teletica   | Jueza                  | 2017      |
| Tu Cara Me Suena-Tercera Temporada       | Teletica   | Profesora de danza     | 2017      |
| Dancing with the Stars-Tercera Temporada | Teletica   | Jueza                  | 2016      |
| Tu Cara Me Suena-Segunda Temporada       | Teletica   | Profesora de danza     | 2016      |
| Dancing with the Stars-Segunda Temporada | Teletica   | Juez                   | 2015      |
| Tu Cara Me Suena-Primera Temporada       | Teletica   | Participante           | 2015      |
| Dancing with the Stars-Primera Temporada | Teletica   | Jueza                  | 2014      |
| Pequeños gigantes                        | Teletica   | Jueza                  | 2011      |
| Bailando por un Sueño-Tercera Temporada  | Teletica   | Jueza                  | 2010      |
| Bailando por un Sueño-Segunda Temporada  | Teletica   | Jueza                  | 2008      |
| Bailando por un Sueño-Primera Temporada  | Teletica   | Jueza                  | 2007      |
| Sin Complejos                            | Teletica   | Presentadora           | 2006      |
| Costa Rica: Formas y Colores             | Sinart     | Presentadora           | 1999-2002 |